# Neolit na Slovensku
Toto je článek o neolitu (mladší době kamenné; nově 5700 – 4400 před Kr., po staru 5000 – 3300 před Kr.) na území Slovenska.

## Periodizace na Slovensku
Hranice podle různých zdrojů jsou: 6000/5700/5000 – 4400/4000/3900/3500/3300/3200/2900 před Kr.
Neolit (mladší doba kamenná)
- Starší neolit (6000 * / 5700 – 5300/5200 al. 6000 – 4900 al. 5000 – 4600? Před Kr.)
- Střední neolit (5300/5200 – 4700 al. 4900 – 4500 al. 4 600? – 3900 před Kr.)
- Mladší neolit (4700 – 4400 (al. 4700 – 4000) al. 4500 – 3900 al. 3900 – 3300 před Kr.)

(*) Rok 6000 je vlastně zaokrouhlení přesnějšího čísla 5700 před Kr. (nejstarší neolitický nález na Slovensku).
V následujícím textu se použije první a třetí z uvedených alternativních datování. Nejaktuálnější je první dataci: 5700 (začátek lineární keramiky) – 4400 (začátek lengyelu IV, který se nejnovější považuje za hranici mezi slovenskými neolitem a eneolitem).

## Obecná charakteristika
V letech 5000 – 3000 před Kr. ve střední Evropě převládalo vlhké a mírné teplé podnebí. Slovensko pokrývaly husté listnaté lesy, zejména dubové a jilmové.
O základní charakteristice neolitu a neolitizácii viz neolit a neolitizácia. Objevují se především první trvalé osady (rolníků), obdělávaná pole, výroba tkanin, chov zvířat.

## Období

### Starší a střední neolit (nově 5700 - 4700 před Kr., po staru 5000 - 3900/3800 před Kr.)

#### Kultury s lineární keramikou
Neolitizaci na slovenském území způsobil příchod nové – kultury s lineární keramikou (po staru 5000 před Kr. – 4300 před Kr., nově 5700 před Kr. – 5000 před Kr.), se kterou úzce souvisí Želiezovská skupina (po staru 4300 – 3900 před Kr., nově 5000 – 4700 před Kr.). Stopy po soužití s původním mezolitickým obyvatelstvem zcela chybí, nehrálo tedy při neolitizaci zřejmě žádnou roli. Pokud jde o původ kultury s lineární keramikou, předpokládá se, že přišla z východního Středomoří (balkánsko-anatolský původ). Keramika kultury s lineární keramikou i Želiezovská skupina měla typický lineární ornament (odtud má i název). Z tohoto období jsou už i na Slovensku zachované první pohřebiště (např. Štúrovo, Nitra). Kultura s lineární keramikou měla na Slovensku dvě podoby – západní (včetně Želiezovské skupiny) a východní:
Západní
Na západním Slovensku (ke konci i na středním Slovensku a na Spiši) se vyskytovala konkrétně kultura s lineárnou keramikou v užším smyslu (=kultúra so západní lineární keramikou, kultura s volutovou keramikou). Navázala na starčevsko-krišskou kulturu Velká uherská nížina. Pronikala z jihu směrem proti povodím Moravy, Hronu a Nitry. Z prvního stádia kultury (stará lineární keramika, starší neolit) se na západním Slovensku našlo asi 50 osad rolníků. Většinou přetrvaly asi 300/400 let. Nacházely se na sprašových terasách při tocích (Moravy, Dudváhu, Hronu, méně často na hnědozemních pahorcích nebo písečných dunách velkých niv řek. Z nejstaršího období je keramika ještě velmi špatně vypálená, většinou silnostěnná, s drsným nezdobených povrchem. Z mladšího stádia kultury (mladší lineární keramika, po staru 4 600 – 4 300 před Kr, po novu 5300 – 5000 před Kr. a Želiezovská skupina, po staru 4 300 – 3900 před Kr., ponovu 5000 – 4700 před Kr.) , které už máme doloženy i ze středního Slovenska (Liptov, Zvolen) a ze Spiše, se zachovalo už více sídlišť – na rovinách jihozápadního Slovenska bylo asi 300 osad (prakticky po dvě / tři v každém katastru dnešní obce). Keramika je již často vyzdobena okrouhlými jamkami na střetu dvou linií, které postupně prorůstají do souvislého vrypu (tzv. Notové hlavičky). V tomto období neolitičtí rolníci kvůli získání polí odlesnili rozsáhlá území jihozápadního Slovenska a zdá se, že jsou to území, na kterých dodnes les není, místo něj se tam vytvořila černozem. Významné sídliště jsou Blatné, Čataj, Patince, Cífer-Pác a Bratislava-Mlynská dolina s typickými neolitickými dlouhými (až 45 m) domy. Z tohoto období se našly i četné plastiky (hlavičky ženy, plastiky s rytým motivem rybí kosti na zádech, aplikovaná plastika na nádobách, zoomorfní plastika).
Nositelé kultury Želiezovské skupiny, která je přímým pokračováním kultury s lineární keramikou v užším smyslu, budovali rozlehlé osady s velkými kolovými domy. Lineární keramika Želiezovská skupina se vyznačuje tím, že má ornament rytý a malovaný (červený, občas žlutý) a lineární ornamentika je velmi bohatá. Tvar jejích nádob byl hruškovitý. Z tohoto období pocházejí i první vrtané kamenné nástroje a obilné zásobní jámy. Po roce 4000 lze již pozorovat v želiezovské skupině impulsy na vznik lengyelské kultury (viz mladý neolit), dokazuje to například hrob v Dvorech nad Žltavou.
Východní Slovensko
Na východním Slovensku (kromě Spiše) se vyskytovala kultura s východní lineární keramikou (=alföldská kultura; po staru 5000 před Kr. – 4300 před Kr., Po novu 5700 – 5000 před Kr.) . Období staré lineární keramiky na západním Slovensku na východě časově odpovídá tzv. stupeň s protolineárnou keramikou. Období mladší lineární keramiky na západním Slovensku na východě časově odpovídají starší stupeň s lineární keramikou (skupina Barca III, skupina Kopčany) a později střednímu a mladšímu stupni s lineární keramikou (Gemerská lineární keramika, skupina Tiszadob a skupina Raškovce). Východní lineární keramika se od západní odlišuje širším keramickým inventářem odlišného vzoru a pestřejší škálou výzdobných motivů (převažuje vlnovka, lalokovité a eliptické útvary, spirála a meandr). Nejstarší neolitické osídlení východního Slovenska (protolineární keramika) je zejména v lokalitách Košice -Červený rak (výrobně-hospodářský objekt, nálezy patřící do skupiny Mehtélek, což je okrajový projev starčevsko-krišskej kultury) a Slavkovce (nálezy patřící do skupiny Szatmár). V období starého stupně byla ještě osídlena jen Východoslovenská nížina (skupina Kopčany, vyznačující se zejména černě malovaným ornamentem) a Košická kotlina (Barca III, vyznačující se převládající rytou výzdobou). V období mladšího stupně již byly všechny hlavní regiony východního Slovenska (Gemer, Košická kotlina, Šarišské podolí, Východoslovenská nížina) rovnoměrně osídleny. Skupina Kopčany se transformovala na skupinu Raškovce (k černé barvě přibyla červená, malování je jemnější, motivy na keramice už předznamenávají bukovohorskou kulturu) a skupina Barca III na skupinu Tiszadob (s jemnějším rytím).

#### Bukovohorská kultura
Želiezovské skupině na západním Slovensku časově na východním Slovensku odpovídá bukovohorská kultura (po starum 4300 – 3900 před Kr., po novu 5000 – 4700 před Kr.), která následovala po kultuře s východní lineární keramikou. Tato kultura osídlila už i hornatý Slovenský kras, Spiš (zde vedle želiezovské skupiny) a Šariš; dále poprvé vysoké kopce (Slanec, Velký Šariš) a bohatě osídlili i jeskyně (např. Domica, Ardovo, Jasov, Čertova díra). Bukovohorská kultura je známá zejména bohatě zdobenými hrnčířskými výrobky (např. Osada v Šarišské Michaľany). Z území východního Slovenska známe asi 120 nalezišť bukovohorské kultury. Vyskytují se však i ojedinělé průniky této kultury na jihozápadní Slovensko. Ke konci bukovohorské kultury je patrná přítomnost severních (skupina Samborzec) a jihovýchodních vlivů (skupina Szakálhát), které byly zjištěny ve třech objektech v Malých Raškovicích (nálezy dostaly název postbukovohorský zemplínský typ). Ojedinělé severní vlivy (keramika zdobená vypichováním) patrné na východním Slovensku mimochodem i trochu později, už asi v mladším neolitu (Velké Raškovice). Bukovohorská kultura kolem 3 900 před Kr. resp. 4 700 před Kr. náhle zanikla a dodnes se diskutuje o důvodech.

#### Kontakty se vzdálenými kulturami
Koncem středního neolitu možná naší části Evropy pozorovat bohaté kontakty mezi jednotlivými vzdálenými kulturami (asi v důsledku náhlých klimatických změn). Například ve Vinci (Srbsko) se našla Želiezovská nádoba a v Štúrově zas úlomky nádob kultury Vina.

### Mladší neolit (po novu 4700 - 4400 [při redefinování hranici], po staru 3900/3800 - 3300 před Kr.)

#### Západní Slovensko
Na západním Slovensku je toto období reprezentováno protolengyelskou a vlastní Lengyelskou kulturou (3 900 – 2900/2800 před Kr .; ale podle novějšího datování 5000/4700 – 4000 před Kr.), která pak skončila až v eneolitu. Ze severu středního Slovenska (včetně) Spiše z období protolengyelské a lengyelské kultury nejsou zatím vůbec žádné archeologické nálezy. Protolengyel a lengyel souvisí přímo se středoneolitickou Želiezovskou skupinou, jejíž poslední krátká fáze se proto i nazývá prelengyel. Ačkoli protolengyel a lengyel vznikl z kultury s lineární keramikou, mnohé prvky jej spojují s jihovýchodní Evropou (malovaná keramika, měděné ozdoby, kultovní předměty, opevněné sídliště apod.).
Po krátkém prelengyeli následoval asi 100 let (po starém 3900 – 3800 před Kr.) Protolengyel reprezentováný skupinou Bíňa-Bicske (naleziště Bíňa s nálezem jehlancovitých idolů typu Bicske a novými tvary keramiky) a lužianskou skupinou (Lužany při Nitře, Abraham. Bajč). V protolengyeli nálezy naznačují dočasný návrat loveckého způsobu života. Z lužianské skupiny jsou známé pouze pohřebiště. Z lužianské lokality Nitra Mlynárce pochází nejstarší nález kovu na Slovensku – část měděného šídla. Tento nález již předznamenává období většího rozšíření mědi – eneolit. V oblasti Bratislavy (jak často v pravěku) je vývoj spíše shodný s vývojem v dnešním východním Rakousku a severním Maďarsku – lužianská skupina zde chybí a nálezy keramiky (hřibovité nádoby) jsou příbuzné např. nálezem v maďarském Sé a rakouském Unterwölbingu.
Vlastní lengyel (po staru 3800 – 2900 před Kr.) chronologicky dělíme na 5 fází (I, II. Moravany nad Váhom, III, IV), přičemž první dvě spadají do neolitu, ostatní už do eneolitu. Mezi lengyelom II a III je tzv. fáze Moravany nad Váhom, která tvoří hranici neolitu a eneolitu. Ve fázi I enormně narostl rozsah sídlišť. Větší sídliště obsahovaly kolem 50 domů. Sídliště tohoto období dělíme na:
- Centrální: byly velikostí srovnatelné s menšími středověkými městy; zpravidla mají podobu rondelu, tedy kruhové osady opevněné palisádami se čtyřmi branami a širokými příkopy (Svodín, Bučany, Borová – Ružindol, Nitriansky Hrádok); jejich stavba svědčí o dobře organizované společnosti vyspělé hospodářské i kulturní úrovně
- Strategické (Devínska Kobyla)
- Velké vesnice s dlouhými domy podél potoka (Budmerice, Šenkvice)
- Malé usedlosti (1 dům)

Centrální sídliště typu (rondelu) později náhle násilným způsobem zanikly a následovalo (stále lengyelské) období, kdy se osídlení rozšířilo v podobě menších osad na několik míst, často do té doby neobydlených. Fáze I má keramiku bohatě malovanou černou a žlutou a zoomorfné i antropomorfní plastiky (např. Soška sedícího ženského idolu, tzv. "magna mater" z Nitranského Hrádku). Z fáze II se zachovalo jen málo lokalit (opevněná osada v Žltkovcích s náznakem věžovité stavby uprostřed), její keramika má bílé malování keramiky, ale vyskytuje se také červené a hnědé malování. Ve fázi Moravany nad Váhom se polsný jednou objevuje antropomorfní plastika a keramika slabší opracovaná, hrubší, vždy bílo malovaná bez ornamentu.

#### Východní Slovensko
Na východním Slovensku po náhlém zániku bukovohorské kultury, tj. (po staru) zhruba od 3900 před Kr., pozorujeme Hiatt. Na většině východního Slovenska osídlení končí minimálně na 500 – 1000 let, pouze ve Východoslovenské nížině osídlení (možná s asi jen 100 roční přestávkou) pokračovalo, ale šlo už o jiné kultury.
Zhruba v období začátku lengyelskej fáze I na západě (tj po staru 3800 před Kr.) pozorujeme na východním Slovensku zásah lengyelské kultury ze západu a Potiské kultury z jihovýchodu. Podle naleziště nazýváme toto krátké období skupina Ižkovce. Zásah potiské kultury pak ještě krátce pokračoval – je to tzv. skupina Čičarovce (naleziště Zemplín-osada, Velké Raškovce, Čičarovce A a B-hroby), časově odpovídající závěru lengyelu I na západě a charakteristická válcovitými nádobami, mísami na dutých nožkách, sklenicemi a podobně. Skupinu Čičarovce dělíme na stupně Čičarovce A a B, přičemž B se již považuje za přechod mezi tiskou a následující polgárskou kulturou. Pohřebiště Čičarovce je významné několika nálezy, zejména prvními měděnými předměty z východního Slovenska a zvláštním pohřbením mužských šamanů (možný doklad přechodu k patriarchátu).
Stupněm Čičarovce B (viz výše) se začíná polgárská kultura (po staru cca 3700 – 2800 před Kr.), která pak pokračovala v eneolitu. Už ve skupině Čičarovce se projevil nový styl keramiky s převládáním malovaného ornamentu a jinak ztvárněných hliněných sošek žen. Pozorovat lze vlivy ze severních území. Ustálilo se pohřbívání v skrčené poloze. Ze skupin této kultury do neolitu spadá ještě skupina Csöszhalom-Oborín s typickou bílo červenou malovanou keramikou (naleziště Oborín, Angrešt, Hrčeľ).